# Anolis alocomyos
Espèce
Synonymes
- Norops alocomyos Köhler, Vargas & Lotzkat, 2014

Anolis alocomyos est une espèce de sauriens de la famille des Dactyloidae. 

## Répartition
Cette espèce est endémique de la province de San José au Costa Rica.

## Description
Les mâles mesurent jusqu'à 49,0 mm sans la queue et les femelles jusqu'à 54,1 mm.

## Publication originale
- Köhler, Vargas & Lotzkat, 2014 : Two new species of the Norops pachypus complex (Squamata, Dactyloidae) from Costa Rica. Mesoamerican Herpetology, vol. 1, no 2, p. 254–280.